# إنكار الإبادة الجماعية في البوسنة والهرسك

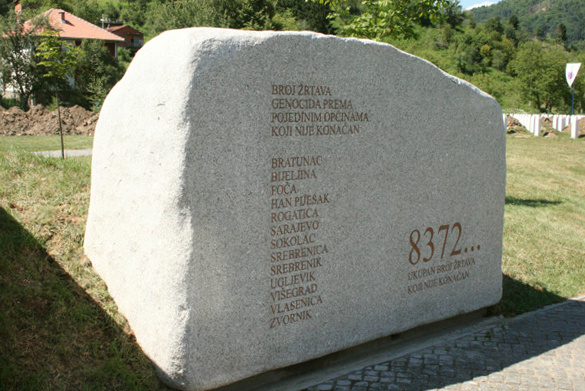

إنكار الإبادة الجماعية في البوسنة والهرسك هو فعل إنكار أو تأكيد أن الإبادة الجماعية المنهجية في البوسنة والهرسك ضد السكان المسلمين البوشناق في البوسنة والهرسك كما تم التخطيط لها وارتكابها بما يتماشى مع الروايات الرسمية والأكاديمية التي حددها وعبر عنها جزء من المثقفين الصرب والأكاديميين لم تحدث مؤسسة سياسية وعسكرية أو على الأقل لم تحدث بالطريقة أو بالمدى الذي حددته المحكمة الجنائية الدولية ليوغوسلافيا السابقة ومحكمة العدل الدولية من خلال إجراءاتها وأحكامها والتي تم وصفها من خلال منحة دراسية شاملة لاحقة.
لم تصدر هاتان المحكمتان المذكورتان أعلاه إلا أحكام مختلفة فيما يتعلق بالمسؤولية المباشرة في ارتكاب أعمال الإبادة الجماعية في البوسنة والهرسك. أصدرت محكمة العدل الدولية في دعوى أقامتها البوسنة والهرسك ضد صربيا والجبل الأسود أحكام فقط إلى الحد الذي لم تكن فيه صربيا مسؤولة بشكل مباشر عن ارتكاب جريمة الإبادة الجماعية ولكنها كانت مسؤولة بموجب «القانون الدولي العرفي» منتهك الالتزام إلى «منع جريمة الإبادة الجماعية والمعاقبة عليها».
ومع ذلك اعتمدت محكمة العدل الدولية في حكمها الصادر في عام 2007 النتيجة التي توصلت إليها المحكمة الجنائية الدولية ليوغوسلافيا السابقة من إدانة راديسلاف كرستيتش وخلصت إلى أن ما حدث في سريبرينيتشا وما حولها اعتبارا من 13 يوليو 1995 قد قام به جيش جمهورية صرب البوسنة "بقصد تدمير جزء من مجموعة من مسلمي البوسنة والهرسك على هذا النحو" مما يشكل أعمال إبادة جماعية ارتكبت".

## الخلفية
تم الاعتراف بالإبادة الجماعية في البوسنة والهرسك على نطاق واسع من قبل علماء الإبادة الجماعية باعتبارها أكبر جريمة حرب تم ارتكابها على الأراضي الأوروبية منذ الحرب العالمية الثانية. تشير الإبادة الجماعية في البوسنة والهرسك أحيانا إلى الإبادة الجماعية في سريبرينيتشا التي ارتكبتها القوات الصربية البوسنية في صيف عام 1995 أو تشير إلى الجرائم الأوسع ضد الإنسانية وحملة التطهير العرقي في جميع أنحاء المناطق التي يسيطر عليها جيش جمهورية صرب البوسنة خلال حرب البوسنة والهرسك 1992-1995.
تضمنت الأحداث التي وقعت في سريبرينيتشا في عام 1995 مقتل أكثر من 8000 رجل وصبي من البوشناق (مسلمين بوسنيين) فضلا عن الطرد الجماعي لما بين 25000 و30 ألف مدني بوسني آخرين داخل وحول مدينة سريبرينيتشا في البوسنة والهرسك على يد وحدات جيش جمهورية صرب البوسنة تحت قيادة الجنرال راتكو ملاديتش.
جرت حملة التطهير العرقي في جميع أنحاء المناطق التي تسيطر عليها قوات صرب البوسنة والهرسك واستهدفت البوشناق والكروات البوسنيين. وشملت هذه الحملة الإبادة والحبس غير القانوني والاغتصاب الجماعي والاعتداء الجنسي والتعذيب والنهب وتدمير الممتلكات الخاصة والعامة والمعاملة اللاإنسانية للمدنيين. استهداف القادة السياسيين والمثقفين والمهنيين والترحيل غير القانوني ونقل المدنيين كما تضمنت القصف غير المشروع للمدنيين والاستيلاء غير المشروع على الممتلكات العقارية والشخصية ونهبها وتدمير المنازل والشركات والتدمير المنهجي لأماكن العبادة.
إلى جانب المحكمة الجنائية الدولية ليوغوسلافيا السابقة ومحكمة العدل الدولية أصدرت هيئات دولية أخرى مثل المحكمة الأوروبية لحقوق الإنسان والجمعية العامة للأمم المتحدة قرارات تقر بحدوث إبادة جماعية في البوسنة والهرسك. وبالمثل أعلنت قرارات عام 2005 للكونجرس ومجلس الشيوخ الأمريكيين أن «سياسات العدوان والتطهير العرقي الصربية تلبي الشروط التي تحدد الإبادة الجماعية». أيضا تم التوصل إلى ثلاث إدانات بالإبادة الجماعية في محاكم في ألمانيا حيث استندت الإدانات إلى تفسير أوسع للإبادة الجماعية من ذلك الذي تستخدمه المحاكم الدولية.

## ثقافة وسياسة الإنكار
تعود أصول الإنكار إلى مجموعة صغيرة من القوميين الصرب بدعم من جزء من المؤسسة السياسية والإعلامية الصربية. ولدت حالة ما بعد الحرب موقفا داخل الثقافة الصربية مفاده أن الصرب هم الجانب المتضرر وأن بعض الأحداث التاريخية قد قوضت الأهداف الوطنية. قامت سونيا بيسركو رئيسة لجنة هلسنكي لحقوق الإنسان في صربيا في ذلك الوقت بالتوازي مع أمثلة أخرى من الإنكار والتعديل التاريخي مثل إنكار الإبادة الجماعية للأرمن والروانديين. وبحسب بيسركو فإن الأساليب تتراوح من «الوحشية إلى المخادعة». ولاحظت أن الإنكار وخاصة في صربيا يظهر بقوة في الخطاب السياسي وفي وسائل الإعلام وفي مجال القانون وفي النظام التعليمي. أثناء التحقيق في «ثقافة الإنكار في صربيا» أشارت بيسركو وأستاذة علم الإجرام في جامعة سراييفو إيدينا بيريفيتش إلى هذا الإنكار في المجتمع الصربي باعتباره «ثقافة إنكار» مشيرين في دراستهم إلى أن «إنكار الإبادة الجماعية في سريبرينيتشا يتخذ أشكال عديدة في صربيا».

### التكتيكات والأساليب
خلال حرب البوسنة والهرسك كان سلوبودان ميلوسيفيتش يمتلك سيطرة فعالة على معظم وسائل الإعلام الصربية. بعد نهاية الحرب استمرت مذهب الإنكار على نطاق واسع بين الصرب. تتراوح التعديلية من تحدي الاعتراف القضائي بجرائم القتل كعمل إبادة جماعية إلى إنكار وقوع مذبحة واستخدام مجموعة متنوعة من الأساليب. إن اكتشاف محكمة العدل الدولية والمحكمة الجنائية الدولية ليوغوسلافيا السابقة بشأن الإبادة الجماعية كان موضع نزاع على أسس أدلة ونظرية. وقد تم التشكيك في عدد القتلى وكذلك طبيعة وفاتهم. زُعم أن أقل من 8000 قتلوا و / أو أن معظم القتلى ماتوا في المعركة وليس بالإعدام. وقد زُعم أن تفسير «الإبادة الجماعية» يدحضه بقاء النساء والأطفال.

### محاولة التستر بإعادة دفن المقابر الجماعية الثانوية والثالثة

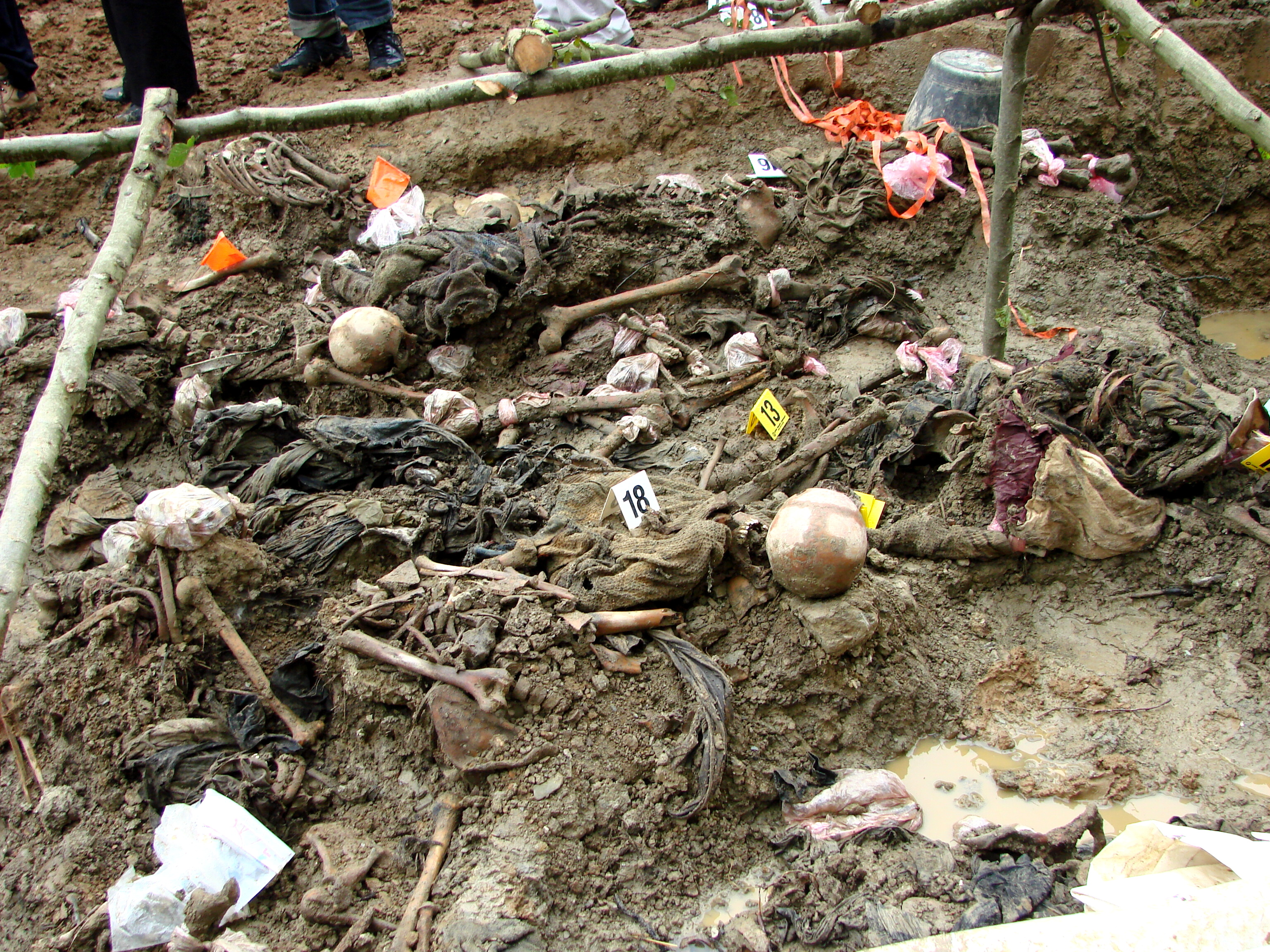
قبر الضحايا المستخرج من رفات الضحايا في بوتوتشاري عام 2007.

في الفترة من 1 أغسطس 1995 إلى 1 نوفمبر 1995 كان هناك جهد منظم نيابة عن القيادة العسكرية والسياسية لجمهورية صرب البوسنة لإزالة الجثث من المقابر الجماعية الأولية ونقلها إلى المقابر الثانوية والثالثة. تم إعادة الدفن بشكل فظ باستخدام المركبات الميكانيكية الثقيلة مثل الخنادق والحفارات. في قضية المحكمة الجنائية الدولية ليوغوسلافيا السابقة «المدعي العام ضد بلاغوييفيتش ويوكيتش» وجدت المحكمة الابتدائية أن هذا الجهد لإعادة الدفن كان محاولة لإخفاء الأدلة على جرائم القتل الجماعي. وجدت المحكمة أن عملية التستر تم بأمر من هيئة الأركان الرئيسية لجيش جمهورية صرب البوسنة ونفذها لاحقا أعضاء من لواء براتوناتش وزفورنيك.
وقد كان لعملية التغطية التي تمت بطريقة فجة تأثير مباشر على استعادة الرفات وتحديد هويتها. وقد أدت إزالة الجثث وإعادة دفنها إلى تقطيع أوصال أجزاء من أفراد مختلفين متناثرة مما يجعل من الصعب على المحققين الشرعيين التعرف على الرفات بشكل إيجابي. على سبيل المثال في حالة واحدة محددة تم العثور على رفات شخص واحد في موقعين مختلفين على بعد 30 كم. بالإضافة إلى الأربطة وعصابات الأعين التي تم العثور عليها في المقابر الجماعية فقد اعتُبرت محاولة إخفاء الجثث دليل على الطبيعة المنظمة للمجازر وحالة الضحايا غير المقاتلة حيث لو كان الضحايا قد ماتوا في عمليات قتال عادي فلن تكون هناك حاجة لإخفاء رفاتهم.

### تقارير جمهورية صرب البوسنة الرسمية

#### تقرير جمهورية صرب البوسنة الأول (2002)
في سبتمبر 2002 كلفت حكومة جمهورية صرب البوسنة تقرير حول قضية سريبرينيتشا أثناء القتال ومات 100 آخرون نتيجة الإرهاق. عدد الجنود المسلمين الذين قتلوا على يد صرب البوسنة والهرسك بدافع الانتقام الشخصي أو عدم المعرفة بالقانون الدولي ربما يكون حوالي 100 ... ومن المهم الكشف عن أسماء الجناة من أجل إثبات ما إذا كانت هذه حالات معزولة بدقة وبشكل لا لبس فيه. كما يقدم التقرير مزاعم تتعلق بفحص المقابر الجماعية بدعوى أنها أجريت لأسباب تتعلق بالنظافة والتشكيك في شرعية قوائم المفقودين وتقويض الصحة العقلية والتاريخ العسكري لشاهد رئيسي. وقام مركز القانون الإنساني بتفكيك جميع التقارير التي نشرتها جميع لجان جمهورية صرب البوسنة بدءا بهذا التقرير الذي تم وصف أساليب التلاعب به في تقريرهم الصادر في فبراير 2019. وصفت المحكمة الجنائية الدولية ليوغوسلافيا السابقة التقرير كواحد من أسوأ الأمثلة على التحريف فيما يتعلق بعمليات الإعدام الجماعية لمسلمي البوسنة والهرسك التي ارتكبت في سريبرينيتشا في يوليو 1995. أدى الغضب والإدانة من قبل مجموعة متنوعة من الشخصيات البلقانية والدولية إلى إجبار جمهورية صرب البوسنة في النهاية على التبرؤ من التقرير.

#### تقرير جمهورية صرب البوسنة الثاني واعتذارها (2004)
في 7 مارس 2003 أصدرت غرفة حقوق الإنسان في البوسنة والهرسك قرار أمر جمهورية صرب البوسنة من بين أمور أخرى بإجراء تحقيق كامل في أحداث يوليو 1995 في سريبرينيتشا والكشف عن النتائج في موعد أقصاه 7 سبتمبر 2003. لم يكن للمحكمة سلطة قسرية لتنفيذ القرار خاصة لأنه لم يعد موجود في أواخر عام 2003. ثم نشرت جمهورية صرب البوسنة تقريرين في 3 يونيه 2003 و5 سبتمبر 2003 وخلصت دائرة حقوق الإنسان إلى أنهما لا يفيان بالتزامات جمهورية صرب البوسنة. في 15 أكتوبر 2003 أعرب الممثل السامي بادي أشداون عن أسفه لأن «الحصول على الحقيقة من حكومة [صرب البوسنة والهرسك] يشبه اقتلاع أسنان فاسدة». تم إنشاء لجنة سريبرينيتشا التي أطلق عليها رسميا اسم لجنة التحقيق في الأحداث التي وقعت في سريبرينيتشا وما حولها بين 10 و19 يوليو 1995 في ديسمبر 2003 وقدمت تقريرها النهائي في 4 يونيو 2004 ثم ملحق في 15 أكتوبر 2004 بعد تأخر تقديم المعلومات. أقر التقرير بمقتل ما لا يقل عن 7000 رجل وصبي على يد قوات صرب البوسنة والهرسك مستشهد برقم مؤقت يبلغ 7800.
في التقرير بسبب "الوقت المحدود" و"تعظيم الموارد" قبلت اللجنة "الخلفية التاريخية والوقائع الواردة في حكم محكمة الدرجة الثانية المدعي العام ضد راديسلاف كرستيتش عندما أدانت المحكمة الجنائية الدولية ليوغوسلافيا السابقة المتهم بمساعدة ودعم الإبادة الجماعية المرتكبة في سريبرينيتشا.
لا تزال النتائج التي توصلت إليها اللجنة محل خلاف بشكل عام من قبل القوميين الصرب الذين يزعمون أن المفوضية تعرضت لضغوط شديدة من قبل الممثل السامي بالنظر إلى أن تقرير حكومة جمهورية صرب البوسنة السابق الذي برأ الصرب قد تم رفضه. ومع ذلك اعترف دراغان شافيتش رئيس جمهورية صرب البوسنة في ذلك الوقت في خطاب متلفز بأن القوات الصربية قتلت عدة آلاف من المدنيين في انتهاك للقانون الدولي وأكد أن سريبرينيتشا كانت فصل مظلم في تاريخ الصرب وما بعده في 10 نوفمبر 2004 أصدرت حكومة جمهورية صرب البوسنة أخيرا اعتذار رسمي.

#### تنقيح تقرير جمهورية صربسكا الثاني (2010)
في 21 أبريل 2010 بدأت حكومة جمهورية صرب البوسنة بقيادة ميلوراد دوديك في ذلك الوقت رئيس الوزراء مراجعة تقرير عام 2004 قائلا إن أعداد القتلى مبالغ فيها وأن التقرير قد تلاعب به مبعوث سلام سابق. ورد مكتب الممثل السامي بالقول: «ينبغي على حكومة جمهورية صرب البوسنة أن تعيد النظر في استنتاجاتها وأن تتماشى مع الحقائق والمتطلبات القانونية وتتصرف وفقا لذلك بدل من إلحاق الضيق العاطفي بالناجين وتاريخ التعذيب وتشويه الصورة العامة للناجين».
في 12 يوليو 2010 في الذكرى الخامسة عشرة للمجزرة قال ميلوراد دوديك إنه اعترف بعمليات القتل التي حدثت في الموقع لكنه نفى أن يكون ما حدث في سريبرينيتشا إبادة جماعية. في عام 2021 واصل دوديك الادعاء بأنه لم تكن هناك إبادة جماعية وأكد على تلفزيون صرب البوسنة والهرسك أن التوابيت في المقبرة التذكارية كانت فارغة مع ذكر الأسماء فقط.

#### رفض جمهورية صرب البوسنة لتقرير عام 2004 ولجنة جديدة (2018-19)
في 14 أغسطس 2018 رفض مجلس الشعب لجمهورية صرب البوسنة تقرير عام 2004 وقرر تشكيل لجنة جديدة لمراجعة تقرير الأحداث التي وقعت في سريبرينيتشا والمنطقة المحيطة بالمدينة في يوليو 1995. بمبادرة من ميلوراد دوديك رئيس الكيان آنذاك وحزبه تحالف الديمقراطيين الاجتماعيين المستقلين انتقد المجتمع الدولي على الفور هذه الخطوة.
وصف مركز القانون الإنساني في تقريره الذي وقعه 31 من كبار الموقعين هذا التطور الجديد بأنه «تتويج لأكثر من عقد من إنكار الإبادة الجماعية والمراجعة التاريخية من قبل حكومة تحالف الديمقراطيين الاجتماعيين المستقلين في جمهورية صرب البوسنة» مضيفا أن مجلس القانون الأعلى يعتبر هذا أحدث مبادرة لتكون «غير شرعية بشكل عام» وأنها «تمثل استجابة معيبة لحاجة مشروعة». أصدرت وزارة خارجية الولايات المتحدة بيانا انتقدوا فيه تحرك مسؤولي ومؤسسات كيان جمهورية صرب البوسنة ووصفته بأنه «(أ) تشكل محاولات رفض أو تعديل التقرير المتعلق بسريبرينيتشا جزء من جهود أوسع لمراجعة وقائع الحرب الماضية وإنكار التاريخ وتسييس المأساة».

## التحريفية والإنكار في الخارج
لقد تم تبييض سياسات الصرب في التسعينيات في الحروب اليوغوسلافية وأبطالها الرئيسيين وتبريرها من قبل بعض المفكرين والمؤلفين «المناهضين للحرب» و«المناهضين للإمبريالية» في الخارج ومعظمهم من الجانب «الأيسر» من الطيف الأيديولوجي ولكن أيضا «التحرري اليميني» بينما لا يزال الرئيس الصربي الراحل ميلوسيفيتش يحظى بالإعجاب في دوائر مختلفة. غالبا ما يتحول هذا الاعتذار إلى محاولة تبييض جرائم الحرب التي يرتكبها الأمن الصربي والقوات العسكرية وشبه العسكرية وإنكار طبيعة ومدى هذه الجرائم باستخدام مجموعة متنوعة من الروايات التحريفية والإنكارية المحيطة بتفكك يوغوسلافيا غالبا ما يشير ضمنيا مؤامرة غربية ضد يوغوسلافيا والصرب والتي بلغت ذروتها بتدخلات الناتو ضد صربيا وجمهورية صرب البوسنة.

### التحريفيون «اليساريون»

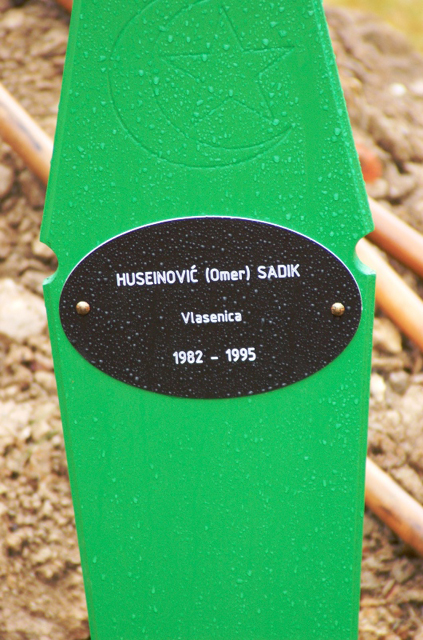
قبر صبي يبلغ من العمر 13 عام يدعى صادق حسينوفيتش في بوتوتشاري.

التعديليون يتطابقون بشكل أساسي مع «أقصى اليسار» من الطيف الأيديولوجي والسياسي مثل مايكل بارينتي والاقتصادي إدوارد إس هيرمان وديفيد بيترسون وجاريد إسرائيل وطارق علي والصحفي البريطاني ميك هيوم وديانا جونستون وجون روبلز من انخرط صوت روسيا في مراجعة وإنكار الإبادة الجماعية في البوسنة والهرسك وجوانبها المختلفة بينما ألقى باللوم على الغرب وحلف شمال الأطلسي والكروات والبوشناق والألبان في تصرفات الصرب وقواتهم مع إعفاء الأخير من أي مسؤولية عن الفظائع المرتكبة.
زعم هيرمان وهيوم وجود تباين في أكثر من 8000 ضحية بين العدد الرسمي للضحايا وعدد الجثث التي «عثروا عليها» وشككوا في تفسير الأحداث بينما تجاهلوا التأخيرات في تحديد مواقع المقابر الجماعية والتعرف على الجثث عن طريق تحليل الحمض النووي. انخرط هيرمان وبيترسون في التحريفية والإنكار في عدة مقالات مثل «سياسة مذبحة سريبرينيتشا» كتبها هيرمان أو «مذبحة سريبرينيتشا كانت احتيال سياسي هائل» لهيرمان وروبلز أثناء التكرار الادعاءات حول الدوافع السياسية من قبل الحكومات الغربية والمتآمرين في الناتو من كتاب هيرمان وبيترسون «سياسة الإبادة الجماعية» يؤكد المؤلفان الذين يركزون على مذبحة سريبرينيتشا أن الصرب في سريبرينيتشا كانوا في الواقع «يقتلون جنود مسلمين بوسنيين» وحتى حدث ذلك رد على «قتل أكثر من 2000 مدني صربي معظمهم من النساء والأطفال في الموقع من قبل الجيش البوسني المسلم» وأن عدد الجنود البوسنيين المسلمين الذين تم إعدامهم «ربما كان في حدود ما بين 500 و 1000 (...) بعبارة أخرى أقل من نصف عدد المدنيين الصرب الذين قتلوا قبل يوليه 1995». بالنسبة لهذه الادعاءات فإنهم يعتمدون على المعلومات التي قدمتها كاتبة أخرى وهي ديانا جونستون والتي لم تطأ قدمها أبدا في البوسنة والهرسك. في سياسة الإبادة الجماعية زعم هيرمان وبيترسون أن الصرب لم يقتلوا إلا الرجال في سن التجنيد في سريبرينيتشا.
هذا الرأي لا تدعمه النتائج التي توصلت إليها محكمة العدل الدولية أو المحكمة الجنائية الدولية ليوغوسلافيا السابقة. ما حذفه جونستون وهيرمان وبيترسون وروبلز وآخرون لكن نتائج المحكمة الجنائية الدولية ليوغوسلافيا السابقة تصف بوضوح لا سيما في أحكام المحاكمة الصادرة عن ناصر أوريتش وراديسلاف كرستيتش أن القرى المحيطة بسربرينيتشا حيث يُزعم قتل النساء والأطفال الصرب وفقا لهذه المجموعة من المراجعين وكانت في معظم الحالات قرى مسلمة بوسنية هرب منها سكانها الأصليون (مسلمو البوسنة والهرسك) أو طُردوا منها بسبب الهجوم العسكري لصرب البوسنة والهرسك مع الاحتلال اللاحق وإنشاء خطوط المواجهة وحيث نادرا ما دخل المدنيون الصرب البوسنيون. في هذه الأثناء كانت القرى المحيطة بسربرينيتشا والتي كانت في الواقع ملك للسكان الصرب محصنة ومعسكرة بشكل كبير مع استخدام قرى مثل كرافيكا لتخزين مخابئ الأسلحة والذخيرة والتي شن الصرب منها هجمات على قرى مسلمي البوسنة والهرسك وكذلك على مدينة سريبرينيتسا نفسها.

### الماركسية الحية
الماركسية الحية هي مجلة بريطانية تم إطلاقها في عام 1988 كمجلة للحزب الشيوعي الثوري البريطاني. تم تغيير علامتها التجارية لاحقا إلى الماركسية الحية ولكنها توقفت عن النشر في مارس 2000 بعد أن خسرت دعوى تشهير رفعتها آي تي إن وهي شركة تلفزيونية بريطانية.

### ادعاءات الماركسية الحية

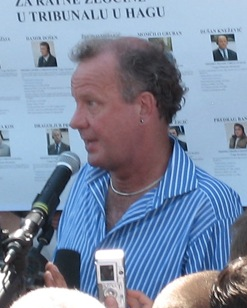
إد فوليامي يتحدث في عام 2006 إحياء ذكرى معسكر أومارسكا.

في العدد الأول باسم الماركسية الحية نشر المحرر ميك هيوم مقال للصحفي توماس ديشمان زعم فيه أن آي تي إن قد أساءت عمدا عن حرب البوسنة والهرسك في تغطيتها لعام 1992 وتحديدا تغطية معسكرات الاعتقال التي يديرها الصرب في عمرسكا وكيراتيرم وترنوبولي.
جادل مقال «الصورة التي خدعت العالم» بأن تقرير صحفيي المملكة المتحدة إد فوليامي وبيني مارشال وإيان ويليامز كان مزيف. جاءت تقارير آي تي إن هذه بعد التقارير الأولية عن المعسكرات (من براتوناتش إلى برييدور) من قبل ماجي أوكين وروي غوتمان والتي كشفت عن معسكرات اعتقال يديرها الصرب في بوسانسكا كرايينا في شمال غرب البوسنة والهرسك. في أغسطس 1992 تمكن فوليامي وأوكاني من الوصول إلى معسكرات عمرسكا وترنوبولي. تم تسجيل رواياتهم عن ظروف السجناء في الفيلم الوثائقي الناجين من عمرسكا: البوسنة والهرسك 1992. اكتشاف المعسكرات كان له الفضل في المساهمة في إنشاء المحكمة الجنائية الدولية ليوغوسلافيا السابقة في لاهاي.
زعم ديشمان في مقالته التي نشرتها الماركسية الحية في فبراير 1997 أن لقطات آي تي إن التي تم إنشاؤها أمام معسكر اعتقال ترنوبولي تظهر مجموعة من السجناء المسلمين البوسنيين الهزال بما في ذلك فكرت عليتش يقفون خلف سياج من الأسلاك الشائكة تم تنظيمه عن عمد لتصوير معسكر إبادة على الطراز النازي. وزعم المقال كذلك أن مراسلي آي تي إن بيني مارشال وإيان ويليامز وقفا بالفعل داخل مجمع محاط بسياج من الأسلاك الشائكة ومن هناك قاما بتصوير تقريرهما. وزعم المقال أن المعسكر: «لم يكن سجنا وبالتأكيد لم يكن معسكر اعتقال ولكنه مركز تجميع للاجئين وذهب العديد منهم إلى هناك بحثا عن الأمان ويمكنهم المغادرة مرة أخرى إذا رغبوا في ذلك».

#### قضية آي تي إن ضد الماركسية الحية
في عام 1998 تم رفع دعوى قضائية ضد ناشري الماركسية الحية بتهمة التشهير من قبل آي تي إن. تسببت القضية في البداية في إدانة واسعة النطاق لآي تي إن. من بين أولئك الذين دعموا الماركسية الحية الصحفي جون سيمبسون الذي اعتذر علنا في أبريل 2012 عن استجواب تقارير آي تي إن حول المعسكرات ودعم المجلة.
كتب الصحفي جورج مونبيوت في مجلة بروسبكت أن ما وصفه بـ "بعض الليبراليين الرائدين في العالم" بما في ذلك هارولد إيفانز ودوريس ليسينج وبول ثيرو وفاي ويلدون قفزوا للدفاع عن المجلة بينما أدان آخرون قناة آي تي إن "المؤسفة" الاعتداء على حرية الصحافة ". وأضاف: "إن معهد الفنون المعاصرة حصن الليبرالية التقدمية عزز الصورة البطولية للماركسية الحية من خلال المشاركة في استضافة مؤتمر لمدة ثلاثة أيام مع المجلة بعنوان "حروب الكلام الحر". سيخوض داود الحرب مع الأرثوذكسية القعقعة لجاليات متعددة الجنسيات". جادل مونبيوت كذلك بأن الماركسية الحية تمنى أن يُنظر إلى نضالها على أنه صراع من أجل القيم الليبرالية لكن هذه القضية كانت أقل ليبرالية مما أراد أنصار الماركسية الحية تصديقه. خلص مونبيوت إلى أن الماركسية الحية لديه قواسم مشتركة أقل مع اليسار مقارنة باليمين المتعصب.
تم الفصل في قضية التشهير ضد الماركسية الحية وفي مارس 2000 أُجبرت المجلة على الإغلاق. تم منح كل من المراسلين بيني مارشال وإيان ويليامز مبلغ 150 ألف جنيه إسترليني مقابل قصة الماركسية الحية وأمرت المجلة بدفع 75 ألف جنيه إسترليني لتشهيرها بمقال نشر في فبراير 1997. في مقابلة مع التايمز حول السؤال "هل (هو) سيفعل ذلك مرة أخرى" علق هيوم بأنه كان بإمكانهم الخروج من القضية بالاعتذار لكنه يؤمن "بحرية قول ما تفهم أنه صحيح حتى لو يسبب جريمة" وأنه سيفعل أي شيء لتجنب إجراءات مماثلة في المحكمة مرة أخرى ولكن بعض الأشياء هي في الحقيقة أكثر أهمية من الرهن العقاري".
لخص ديفيد كامبل دراسته للقضية على النحو التالي:
فشلوا. وجدت هيئة المحلفين بالإجماع ضد الماركسية الحية وحكمت بأقصى قدر ممكن من الأضرار. لذلك لم يكن آي تي إن هو الذي أفلس الماركسية الحية. كانت أكاذيب الماركسية الحية حول تقارير آي تي إن هي التي أفلست نفسها أخلاقيا وماليا.|ديفيد كامبل أستاذ زائر في المركز الشمالي للتصوير في جامعة سندرلاند في المملكة المتحدة.

### الاتحاد الروسي
في 8 يوليو 2015 استخدمت روسيا حق النقض ضد مشروع قرار صاغته المملكة المتحدة في مجلس الأمن كان سيعلن أن مذبحة سريبرينيتشا كانت إبادة جماعية في الذكرى العشرين للجريمة المذكورة. وادعى السفير الروسي فيتالي تشوركين أن القرار «ليس بناء ولا تصادمي وذات دوافع سياسية». كانت روسيا الدولة الوحيدة في المجلس التي اعترضت على القرار.

## نفي من قبل المسؤولين

### المسؤولين المحليين
ادعى مسؤولون صربيون رفيعو المستوى أنه لم تحدث إبادة جماعية لمسلمي البوشناق على الإطلاق:
- حاول ميلوراد دوديك وحزبه تحالف الديمقراطيين الاجتماعيين المستقلين مرتين مراجعة تقرير سريبرينيتشا لعام 2004 أولا في عام 2010 ولاحقا في 2018-19. وانتقد مركز القانون الإنساني هذه المحاولات ووصفها بأنها «تتويج لأكثر من عقد من إنكار الإبادة الجماعية والمراجعة التاريخية» من قبل حكومة الحزب في جمهورية صرب البوسنة. أثناء رئاسة جمهورية صرب البوسنة وصف دوديك مذبحة سريبرينيتشا بأنها «أسطورة ملفقة». وصرح في مقابلة مع صحيفة بلغراد فيتشيرني نوفوستي في أبريل 2010 أنه «لا يمكننا ولن نقبل أبدا اعتبار هذا الحدث إبادة جماعية». وقد تبرأ دوديك من تقرير جمهورية صرب البوسنة لعام 2004 الذي اعترف بحجم القتل واعتذر لأقارب الضحايا مدعيا أن التقرير اعتمد بسبب ضغوط من المجتمع الدولي. دون إثبات الرقم ادعى أن عدد الضحايا كان 3500 وليس 7000 الذي قبله التقرير زاعم أن 500 ضحية مسجلة على قيد الحياة وأن أكثر من 250 شخص دفنوا في مركز بوتوكاري التذكاري لقوا حتفهم في مكان آخر. في يوليو 2010 في الذكرى الخامسة عشرة للمذبحة أعلن دوديك أنه لا يعتبر عمليات القتل في سريبرينيتشا إبادة جماعية وأكد أنه «إذا حدثت إبادة جماعية فقد ارتكبت ضد الصرب في هذه المنطقة حيث توجد النساء والأطفال والأقارب. قُتل كبار السن بشكل جماعي»(في إشارة إلى شرق البوسنة والهرسك). في ديسمبر 2010 أدان دوديك مجلس تنفيذ السلام وهو مجتمع دولي من 55 دولة لإشارته إلى مذبحة سريبرينيتشا على أنها إبادة جماعية. في عام 2017 قدم دوديك تشريع يحظر تدريس الإبادة الجماعية في سريبرينيتشا وحصار سراييفو في مدارس جمهورية صرب البوسنة مشيرا إلى أنه «من المستحيل استخدام الكتب المدرسية هنا... التي تقول إن الصرب ارتكبوا إبادة جماعية وأبقوا سراييفو تحت الحصار. هذا هو هذا غير صحيح ولن يتم تدريس هذا هنا».
- صرح توميسلاف نيكوليتش رئيس صربيا آنذاك في 2 يونيو 2012 أنه «لم تكن هناك إبادة جماعية في سريبرينيتشا. في سريبرينيتشا ارتكب بعض الصرب جرائم حرب جسيمة وينبغي العثور عليهم ومقاضاتهم ومعاقبتهم. [...] من الصعب جدا توجيه الاتهام إلى شخص ما والإثبات أمام المحكمة أن حدث ما يعتبر إبادة جماعية».
- فويسلاف شيشيلي.
- إيفيكا داتشيتش.
- ألكسندر فولين.
- ميلوش ميلوفانوفيتش القائد السابق للوحدة شبه العسكرية الصربية الحرس الصربي الذي يمثل الحزب الديمقراطي الصربي في مجلس بلدية سريبرينيتشا قال في مارس 2005 أن «المذبحة كذبة وإنها دعاية لرسم صورة سيئة للشعب الصربي. المسلمون يكذبون وإنهم يتلاعبون بالأرقام وإنهم يبالغون في ما حدث. مات من الصرب في سربرينيتشا أكثر بكثير من عدد المسلمين».
- آنا برنابيتش رئيسة الوزراء الحالية لصربيا. في 14 نوفمبر 2018 نفى برنابيتش في مقابلة مع دويتشه فيله مذابح البوسنيين من قبل القوات الصربية البوسنية في سريبرينيتشا باعتبارها عمل من أعمال الإبادة الجماعية.

### مسؤولون سابقون في الأمم المتحدة وشخصيات عسكرية
- فيليب كوروين منسق الأمم المتحدة السابق للشؤون المدنية في البوسنة والهرسك نفى وقوع إبادة جماعية. كان يعمل كمستشار ومساهم في عمل مجموعة سريبرينيتشا للأبحاث حيث قال في عام 2003 إن «ما حدث في سريبرينيتشا لم يكن مذبحة واحدة كبيرة للمسلمين على يد الصرب بل كانت سلسلة من الهجمات الدموية والهجمات المضادة. فترة ثلاث سنوات وأن العدد المحتمل للقتلى من المسلمين قد لا يكون أعلى من عدد الصرب الذين قتلوا في منطقة سريبرينيتشا».
- لويس ماكنزي القائد السابق لقوة الحماية التابعة للأمم المتحدة في البوسنة والهرسك في مقال بعنوان «القصة الحقيقية وراء سريبرينيتشا» تساءل عن تصنيف الإبادة الجماعية في عام 2009 أولا على أساس أن عدد الرجال والفتيان الذين قتلوا تم تضخيمه بمعامل 4 وثانيا أن نقل النساء والأطفال بالحافلة يتناقض مع فكرة الإبادة الجماعية زاعما أن النساء كان يمكن أن يُقتلن أولا إذا كانت هناك نية لتدمير المجموعة.
- ينفي الجنرال البرتغالي المتقاعد كارلوس مارتينز برانكو حدوث إبادة جماعية في منشوره "هل كانت سربرنيتشا خدعة؟ رواية شاهد عيان لمراقب عسكري سابق للأمم المتحدة في البوسنة والهرسك" في عام 1998 ومذكراته "الحرب في البلقان، الجهادية والجغرافيا السياسية والمعلومات المضللة) في نوفمبر 2016. وهو يدعي أن "سربرنيتشا صُوِّرت - ولا تزال - على أنها مذبحة مع سبق الإصرار بحق المدنيين المسلمين الأبرياء. كإبادة جماعية! لكن هل كانت كذلك حقا؟".

## الأفراد والجماعات الأخرى المنخرطة في الإنكار
- وجه نعوم تشومسكي انتقادات لعدم وصف مذبحة سريبرينيتشا خلال حرب البوسنة والهرسك بأنها «إبادة جماعية» والتي قال إنها «تقلل من قيمة» الكلمة وفي الظهور وكأنه ينفي تقرير إد فوليامي عن وجود معسكرات اعتقال بوسنية. تم انتقاد التصحيح التحريري اللاحق لتعليقاته التي يُنظر إليها على أنها استسلام من قبل العديد من مراقبي البلقان.
- بيتر هاندكه الكاتب النمساوي الذي حصل على جائزة نوبل في الأدب في عام 2019 والذي عرض الإدلاء بشهادته نيابة عن الراحل سلوبودان ميلوسيفيتش في محاكمات المحكمة الجنائية الدولية ليوغوسلافيا السابقة نفى معسكرات الاعتقال التي يديرها الصرب مذبحة سريبرينيتشا وكرر الأساطير القائلة بأن مسلمي البوسنة والهرسك ارتكبوا مذابحهم الخاصة في سراييفو وقارن وضع صربيا خلال التسعينيات بإيمان يهود أوروبا أثناء الهولوكوست. قدم آرائه في كتاباته ومسرحياته وكتبه العديدة التي تناولت الموضوع مثل «رحلة إلى الأنهار: العدالة لصربيا». أشاد هاندكه بميلوسيفيتش وألقى كلمة تأبين له في جنازة الرئيس الصربي. ويرى الصحفي البريطاني إد فوليامي: «لقد بذل (هاندكه) قصارى جهده لإضفاء المصداقية على القتل الجماعي وفي هذا السياق على نفس القدر من الأهمية والأكاذيب». رد هاندكه على هذه الانتقادات العديدة بالتهديد بسحب مسرحيته الأخيرة حول حرب البوسنة والهرسك رحلة إلى المخبأ أو مسرحية حول فيلم الحرب من مسرح بورغ بفيينا ما لم تتوقف وسائل الإعلام وانتقاد الأقران.
- سريكا تريفكوفيتش أثناء مناقشة الوحدات شبه العسكرية التابعة لوزارة الشؤون الداخلية الصربية العقارب في ذلك الوقت والتي صورت نفسها وهي تعدم ستة مراهقين بوسنيين في الغابة المحيطة بسريبرينيتشا وصف الفيديو بأنه «تلاعب» وأصر على أنه تم إنتاجه بأثر رجعي لتبرير السياسات والإجراءات الغربية في البوسنة والهرسك والتي كان هدفها أيضا «إلحاق مسؤولية جماعية على الشعب الصربي» و«مراجعة» اتفاقية دايتون و«إلغاء» الكيان الصربي في البوسنة والهرسك. وتتراوح مزاعمه الأخرى من إنكار أدلة الإبادة الجماعية وعدد الأشخاص الذين قتلوا في سريبرينيتشا إلى إنكار أن وحدة العقارب كانت تحت سيطرة المسؤولين والمؤسسات الصربية.
- أصر داركو تريفونوفيتش الذي يدرس في كلية الأمن في نوفي ساد وساعد في كتابة تقرير عن سريبرينيتشا على أن أقل من مائة تم إعدامهم بالفعل في سريبرينيتشا ونفى صحة حكم الإبادة الجماعية الذي أصدرته محكمة العدل الدولية في القضية المرفوعة ضد صربيا مثل وكذلك حكم الإبادة الجماعية الذي أصدرته المحكمة الجنائية الدولية ليوغوسلافيا السابقة في القضية المرفوعة ضد الجنرال راديسلاف كرستيتش. وقد كتب قصص تزعم وجود «تطرف إسلامي» و«إرهاب» في البوسنة والهرسك والتي استخدمها لتبرير إنكار صحة أحكام المحاكم.
- نشرت صحيفة لا نيشن وهي صحيفة سويسرية نصف شهرية سلسلة من المقالات تزعم أن 2000 جندي قتلوا في «مذبحة زائفة» في سريبرينيتشا. رفعت جمعية الشعوب المهددة والرابطة السويسرية لمناهضة الإفلات من العقاب دعوى مشتركة ضد لا نيشن لإنكار الإبادة الجماعية. القانون السويسري يحظر إنكار الإبادة الجماعية.
- كان يقود مجموعة سريبرينيتشا البحثية في السابق إدوارد إس هيرمان وتضم اثنين من مسؤولي الأمم المتحدة السابقين. نشرت المجموعة «سريبرينيتسا وسياسة جرائم الحرب» (2005) حيث زعموا أن «الزعم القائل بأن ما يصل إلى 8000 مسلم قُتلوا لا أساس له من الأدلة المتاحة وهو أساس سياسي».
- يلخص عالم الإبادة الجماعية ويليام شاباس في كتابه الصادر عام 2009 الإبادة الجماعية في القانون الدولي: جريمة الجرائم الآراء القانونية المتعلقة بحالة الفظائع التي ارتكبت في سريبرينيتشا وطوال حرب البوسنة والهرسك معتبرا أنها تطهير عرقي وليست إبادة جماعية مشيرا إلى أن «التطهير العرقي هو أيضا علامة تحذير من حدوث إبادة جماعية قادمة. الإبادة الجماعية هي الملاذ الأخير للمطهر العرقي المحبط».
- قال إفرايم زوروف مدير مكتب مركز سيمون ويزنثال في إسرائيل إن «الإبادة الجماعية هي محاولة لمحو دولة واحدة تماما» لذلك «لم تكن هناك إبادة جماعية في البوسنة والهرسك» وقيل إن سربرنيتشا لا يمكن أن تكون كذلك. إبادة جماعية لأن الصرب أنقذوا النساء والأطفال في سريبرينيتشا. رحب زوروف بالحكم المؤبد الذي أصدرته المحكمة الجنائية الدولية ليوغوسلافيا السابقة على راتكو ملاديتش في نوفمبر 2017 لكنه كرر الادعاء بأن سريبرينيتشا لم تكن إبادة جماعية. مناحم روزنسافت الذي اشتبك بالفعل مع زوروف بشأن تصريحاته في عام 2015 رفض رد زوروف على حكم ملاديتش واصفا أولئك الذين لم يعتبروا مذبحة سريبرينيتشا بأنها إبادة جماعية «خطأ» من وجهة نظر قانونية.
- أصدر مراسل الحرب النرويجي أولا فليوم فيلمين وثائقيين خيانة مدينة وما تبقى من سراييفو في عام 2010 لإثارة الجدل الداخلي الساخن. تم بثها في الأصل كجزء من سلسلة البرامج الوثائقية النقطة المحورية من قبل محطة الإذاعة الحكومية هيئة الإذاعة النرويجية على الرغم من إدانة الأولى بعد خمسة أشهر بسبب «انتهاك ممارسات الصحافة الجيدة» من قبل لجنة شكاوى الصحافة النرويجية بعد شكوى من لجنة هلسنكي النرويجية. كد فليوم أنه أراد تغيير صورة سريبرينيتشا من خلال مناقشة الأعمال الوحشية السابقة التي ارتكبها ناصر أوريتش في القرى المجاورة. لم ينخرط الفيلم الوثائقي في إنكار صريح للإبادة الجماعية ومع ذلك فسر المذبحة على أنها شيء أكثر عفوية وفوضوية من عمل مخطط ومحسوب من قبل الصرب. حاول فليوم جزئيا تحويل اللوم من ملاديتش وكاراديتش إلى عزت بيغوفيتش وأوريتش مما يشير إلى أن سريبرينيتشا كانت بمثابة تضحية إستراتيجية وليس تطهير عرقي مخطط له. * * تم انتقاد قرار عدم إدراج الأحكام النهائية للمحكمة الجنائية الدولية ليوغوسلافيا السابقة في الفيلم الوثائقي بشدة لا سيما من قبل ميرساد فضليش المراسل البوسني لسلوبودنا بوسنة الذي أجرى فليوم مقابلة معه في الفيلم وعمل معه لمدة أربع سنوات.
- يزعم يهودا باور أن سربرنيتشا كانت «جريمة قتل جماعي لكنها ليست إبادة جماعية».

### رد فعل على إنكار الشخصيات البارزة
مناحيم روزنسافت واجه علنا رئيس مركز سيمون ويزنتال النازي ومدير شؤون أوروبا الشرقية ومؤرخ الهولوكوست الإسرائيلي الدكتور إفرايم زوروف (الذي لا ينكر عمليات القتل لكنه يزعم أنها لا تشكل إبادة جماعية) مجادلة بأنه لكي يتمكن زوروف من إدانة الجناة وحداد ضحايا الإبادة الجماعية التي عانى منها الشعب اليهودي خلال الحرب العالمية الثانية عليه أن يدين الجناة ويحزن ضحايا جميع أعمال الإبادة الجماعية الأخرى بما في ذلك الإبادة الجماعية في سريبرينيتشا ورد أيضا كتابيا على حجج الإنكار ولا سيما التأكيد على تلك التي قدمها ستيفن ت. كاتز وويليام شاباس وإفرايم زوروف المذكور أعلاه في مقال بعنوان «إدانة الإبادة الجماعية لراتكو ملاديتش ولماذا يهم» نشرته مجلة تابليت في اليوم الذي أُدين فيه راتكو ملاديتش بارتكاب «الإبادة الجماعية والإبادة والقتل وغيرها من الجرائم ضد الإنسانية وجرائم الحرب» في المحكمة الجنائية الدولية ليوغوسلافيا السابقة وحُكم عليه بالسجن المؤبد.
في إحدى حجج أنصار الإنكار العدد والنية والجمع بينها اعتمادا على المناسبة والسياق أشار روزنسافت إلى أن محكمة استئناف كرستيتش للمحكمة الجنائية الدولية ليوغوسلافيا السابقة «رأت بشكل قاطع أن عدد الضحايا لم يكن عامل حاسم في استنتاج ما إذا كان حدثت إبادة جماعية» وأكدت استنتاج محكمة الدرجة الأولى بأن «مذبحة سريبرينيتشا كانت بالفعل إبادة جماعية لأنها كانت عنصر أساسي في نية تدمير السكان المسلمين في شرق البوسنة والهرسك ككل». أشار روزنسافت إلى تأكيد من قبل الراحل نحميا روبنسون مدير معهد الشؤون اليهودية في الكونجرس اليهودي العالمي والمرجع الرئيسي في اتفاقية الأمم المتحدة للإبادة الجماعية الذي قال إن مصطلح الإبادة الجماعية «ينطبق حتى إذا كان الضحايا يشكلون جزء فقط من مجموعة إما داخل بلد أو داخل منطقة أو داخل مجتمع واحد بشرط أن يكون العدد كبير ... سيكون الأمر متروك للمحاكم لتقرر في كل حالة ما إذا كان العدد كبير بما فيه الكفاية». إلى هذا أضاف روزنسافت أن «المحاكم تحدثت بوضوح ودون لبس».
وصف سلمان رشدي في مقال لغلوب أند ميل بتاريخ 7 مايو 1999 اعتذار هاندك عن نظام ميلوسيفيتش الصربي وإنكار الإبادة الجماعية بأنه حماقة. بعد عرض مسرحية هاندكه «رحلة من دوغوت» أعلنت سوزان سونتاغ أنه «انتهى» في نيويورك. تضمنت ردود الفعل الأخرى التي لوحظت أن آلان فينكيلكراوت قال إن هاندكه أصبح «وحش أيديولوجي» بينما بالنسبة لسلافوي جيجيتش هاندكه «تمجيد الصرب هو استخفاف».
شارك الروائي البوسني الأمريكي والمحاضر في الكتابة الإبداعية في جامعة برينستون ألكسندر هيمون في احتجاج دولي شجب قرار لجنة نوبل بمنح هاندك جائزة نوبل في الأدب في مقال نُشر في صحيفة نيويورك تايمز عن عمود آرائهم نُشر في مطبوعة وعلى الإنترنت في عدد 15 أكتوبر واصفا هاندكه ب«بوب ديلان من المدافعين عن الإبادة الجماعية» بينما ندد الروائي الصربي المقيم في برلين بورا تشوسيتش هاندكه:
اقتباس|هذا الكاتب النمساوي له أسلوبه الشخصي للغاية. يتم ذكر أسوأ الجرائم بلطف. ولذا ينسى القارئ تماما أننا نتعامل مع الجرائم. الكاتب النمساوي الذي زار بلدي لم يجد هناك سوى أناس فخورون جدا. لقد تحملوا بفخر كل ما حدث لهم لدرجة أنهم في فخرهم لم يكلفوا أنفسهم عناء السؤال عن سبب حدوث كل هذا لهم.
أثناء مجيئه للدفاع عن هاندكه وصف الروائي الألماني مارتن فالسر الحالة المزاجية المحيطة بهاندكه فيما يتعلق بآرائه وموقفه تجاه محنة مسلمي البوسنة والهرسك موضحا أن هاندكه «تم رفضه تماما من جميع النواحي أخلاقيا وسياسيا ومهنيا» وأن كل هذا «جزء من مزاج الحرب الذي أجده مخيفا بعض الشيء».